# Katjuša Pušnik
Katjuša Pušnik (ur. 31 stycznia 1969 w Črnej na Koroškem) – słoweńska narciarka alpejska reprezentująca wcześniej Jugosławię.

## Kariera
Po raz pierwszy na arenie międzynarodowej pojawiła się w 1986 roku, startując na mistrzostwach świata juniorów w Bad Kleinkirchheim. Zajęła tam piąte miejsce w slalomie i szóste miejsce w gigancie. Podczas rozgrywanych rok później mistrzostw świata juniorów w Sälen była czwarta w slalomie i siódma w gigancie.
W zawodach Pucharu Świata zadebiutowała 16 grudnia 1988 roku w Altenmarkt, gdzie zajęła drugie miejsce w slalomie. Tym samym nie tylko zdobyła pierwsze pucharowe punkty, ale od razu stanęła na podium. W zawodach tych rozdzieliła Vreni Schneider ze Szwajcarii i Tamarę McKinney z USA. Było to jednak jej jedyne podium w zawodach tego cyklu, blisko podium była 24 listopada 1989 roku w Park City i 16 grudnia 1988 roku w Lake Louise, zajmując czwarte miejsce (odpowiednio w gigancie i slalomie). W sezonie 1988/1989 zajęła 31. miejsce w klasyfikacji generalnej, w klasyfikacji slalomu była dziesiąta.
Wystartowała na igrzyskach olimpijskich w Albertville w 1992 roku, gdzie zajęła 16. miejsce w slalomie, a giganta nie ukończyła. Rok wcześniej brała udział w mistrzostwach świata w Saalbach, zajmując piąte miejsce w slalomie i dziesiąte w gigancie.

## Osiągnięcia

### Igrzyska olimpijskie
| Miejsce | Dzień     | Rok  | Miejscowość | Konkurencja | Czas biegu | Strata | Zwyciężczyni     |
| ------- | --------- | ---- | ----------- | ----------- | ---------- | ------ | ---------------- |
| DNF     | 19 lutego | 1992 | Albertville | Gigant      | 2:12,74    | -      | Pernilla Wiberg  |
| 16.     | 20 lutego | 1992 | Albertville | Slalom      | 1:32,68    | +3,77  | Petra Kronberger |

### Mistrzostwa świata
| Miejsce | Dzień    | Rok  | Miejscowość | Konkurencja | Czas biegu | Strata | Zwyciężczyni    |
| ------- | -------- | ---- | ----------- | ----------- | ---------- | ------ | --------------- |
| 5.      | 1 lutego | 1991 | Saalbach    | Slalom      | 1:25,90    | +1,63  | Vreni Schneider |
| 10.     | 2 lutego | 1991 | Saalbach    | Gigant      | 2:07,45    | +1,87  | Pernilla Wiberg |

### Mistrzostwa świata juniorów
| Miejsce | Dzień     | Rok  | Miejscowość        | Konkurencja | Czas biegu | Strata | Zwyciężczyni       |
| ------- | --------- | ---- | ------------------ | ----------- | ---------- | ------ | ------------------ |
| 6.      | 21 lutego | 1986 | Bad Kleinkirchheim | Gigant      | 2:06,61    | +1,84  | Lucia Medzihradská |
| 5.      | 22 lutego | 1986 | Bad Kleinkirchheim | Slalom      | 1:31,92    | +1,03  | Christa Hartmann   |
| 7.      | 20 marca  | 1987 | Sälen              | Gigant      | 2:22,07    | +1,98  | Deborah Compagnoni |
| 4.      | 21 marca  | 1987 | Sälen              | Slalom      | 1:39,41    | +0,52  | Ingrid Stöckl      |

### Puchar Świata

#### Miejsca w klasyfikacji generalnej
- sezon 1988/1989: 31.
- sezon 1989/1990: 33.
- sezon 1990/1991: 36.
- sezon 1991/1992: 72.

#### Miejsca na podium
1. Altenmarkt – 16 grudnia 1988 (slalom) – 2. miejsce